# Monica Rambeau
Monica Rambeau is een personage uit de strips van Marvel Comics. Ze kwam voor het eerst voor in The Amazing Spider-Man Annual #16 (oktober 1982) en werd bedacht door Roger Stern en John Romita jr.. Monica werd als de tweede Captain Marvel. Ze kreeg superkrachten nadat ze werd gebombardeerd door bepaalde dimensionale energie. Uiteindelijk sloot Monica zich aan bij de Avengers. Later werd Monica bekend onder andere superheldennamen zoals Photon en Spectrum.

## In andere media

### Marvel Cinematic Universe
Sinds 2019 verschijnt Monica Rambeau in het Marvel Cinematic Universe waarin ze wordt vertolkt door Teyonah Parris en een 11-jarige Monica door Akira Akbar. Monica Rambeau is de dochter van Maria Rambeau, oprichter van organisatie S.W.O.R.D. die eerder werkte bij de Amerikaanse strijdkrachten. Maria's beste vriendin Carol Danvers was in Monica's jongere een voorbeeld voor haar. Tijdens Carols terugkomst in 1996 maakte Monica onder andere de komst van de Skrulls mee. Maria deelde, door het aandringen van Monica, mee aan het gevecht tussen de Skrulls en Kree. Voor Carols vertrek stelde Monica de kleuren van Carols pak in naar de kleuren op haar T-shirt. Nadat Carol, Maria en de Skrulls de Kree hadden verslagen vervolgde Monica haar jeugd. Monica ging na haar moeders oprichting van de organisatie S.W.O.R.D. aan de slag als astronaut in de ruimte.
In 2018 vervaagde Monica door de zogenoemde Snap uitgevoerd door Thanos. Nadat Bruce Banner in 2023 de helft van alle levende wezens terughaalde keerde ook Monica weer terug in de realiteit. Ze keerde terug in het ziekenhuis waar haar moeder, die gediagnosticeerd was met kanker, overleden blijkt te zijn. Enkele maanden later keerde Monica terug naar S.W.O.R.D. waar haar moeder er schijnbaar voor heeft gezorgd dat Monica voorlopig niet de ruimte in mag. Waarnemend directeur Tyler Hayward stuurt Monica op missie naar de plaats WestView in New Jersey. Hier ontmoet ze FBI-agent Jimmy Woo die zijn uitleg geeft over de zaak. Er blijkt een mysterieus krachtveld om WestView te zitten waarin ze per ongeluk wordt opgenomen. Binnen in het krachtveld, gemaakt door Wanda Maximoff, speelt de wereld zich af als een oude sitcom-aflevering. Monica speelt in deze wereld de rol van buurtbewoner Geraldine. Monica werkt onder andere mee in de organisatie van de buurtvoorstelling en helpt met Wanda's bevalling van haar tweeling. Wanda komt er uiteindelijk achter dat Monica niet echt in WestView woont en gooit haar uit de wereld. Buiten het krachtveld (de zogenoemde hex) doen Monica, Jimmy en dokter Darcy Lewis onderzoeken en testen naar Wanda en de hex. Uiteindelijk probeert Monica terug te keren in de hex wat haar lukt. Omdat Monica al meerdere keren door de hex is geweest krijgt Monica verschillende krachten. In een ontmoeting met Wanda en buurvrouw Agnes wordt er gezegd dat Monica uit de buurt moet blijven. Tijdens het rondneuzen rond Agnes' huis wordt Monica betrapt door "Pietro". Nadat ze ontsnapt beschermd ze de kinderen van Wanda voor Tyler Hayward. Nadat de FBI alle zaken afhandelt ontmoet ze een Skrull agent die haar verteld dat iemand haar wil spreken in de ruimte. Monica Rambeau komt voor in de volgende films en series:
- Captain Marvel (2019)
- WandaVision (2021) (Disney+)
- The Marvels (2023)
- What If...? (2024) (stem) (Disney+)